# Asplenium mysorense
Asplenium mysorense là một loài dương xỉ trong họ Aspleniaceae. Loài này được Roth mô tả khoa học đầu tiên năm 1821.
Danh pháp khoa học của loài này chưa được làm sáng tỏ. 